# François Vinchant
François Vinchant, écuyer, prêtre séculier, protonotaire apostolique, naquit à Mons le 12 février 1580, historien et chroniqueur hainuyer, il est décédé à Mons "de contagion", le 20 août 1635 en sa demeure, rue de Nimy. Il repose en la chapelle Sainte Aye dans l'église Sainte Waudru à Mons.

## Éléments biographiques

### Généalogie
François Vinchant est né de Gilles Vinchant, surnommé "le Capitaine", seigneur de la Haye, Morval, La Motte, Offrebaix, né à Mons en 1543, mort en 1631, échevin de Mons de 1594 à 1618 et Marguerite Dessus le Moustier, dame de Morval. Ses grands-parents paternels étaient, François Vinchant, écuyer, et Jeanne de Vergnies,.
La famille de Vinchant portait d'abord d'azur à la bande d'argent chargée de trois étoiles de sable ; elle porte, depuis 1501, d'azur à la bande d'or chargée de trois étoiles de gueules.

### Sa vie
- Après ses humanités, il étudia les sciences ecclésiastiques et la philosophie à l'université catholique de Louvain et reçut les ordres sacrés[1],[4].
- Du 16 septembre 1609 au 18 février 1610, il entreprend un voyage en France et en Italie[5].
- Ses annales du comté de Haynau sont publiées (en partie) en 1648. Cet ouvrage, bien que contenant des erreurs et des approximations en ce qui concerne l'Antiquité, est considéré comme l'une des pièces maîtresses de l'histoire du Hainaut au Moyen Âge[6].

## Publications
- Annales de la Province et Comté de Haynau, contenant les choses les plus remarquables advenues dans ceste province, depuis l'entrée de Jules César jusqu'à la mort de l'infante Isabelle. Publié partiellement en 1648 et republié intégralement en 1848.  T.1, T.2, T.3, T.4, T.5, T.6.  La Bibliothèque publique de Mons possède le manuscrit autographe de cet ouvrage.
- Annales des évêques de Cambray[7].
- On a conservé de lui également une pièce de quarante-cinq vers latins en écho, adressée à Henri-François Bussignies, du monastère de Saint-Denis en Brocqueroye.